# كيم-يو -جين
كيم-يو -جين (19 يونيو 1983 ببوسان في كوريا الجنوبية - ) هو لاعب كرة قدم كوري جنوبي في مركز الدفاع. شارك مع منتخب كوريا الجنوبية تحت 20 سنة لكرة القدم. أما مع النوادي، فقد لعب مع ساغان توسو وسوون سامسونغ بلووينغز ونادي بوسان أي بارك ونادي موانغتونغ يونايتد ونادي يوكوهاما وLiaoning F.C. ‏ وAsan Mugunghwa FC ‏ وبانكوك يونايتد.

## روابط خارجية
- كيم-يو -جين على موقع رابطة كرة القدم اليابانية للمحترفين (اليابانية)
- كيم-يو -جين على موقع دوري كوريا الجنوبية (الإنجليزية)
- كيم-يو -جين على موقع قاعدة بيانات كرة القدم.إي يو (الإنجليزية)
- كيم-يو -جين على موقع Soccerway.com (الإنجليزية)
- كيم-يو -جين على موقع عالم كرة القدم.نت (الإنجليزية)